# 詹姆斯四世
詹姆斯四世（英語：James IV，1473年3月17日—1513年9月9日），苏格兰斯图亚特王朝第六任君主，詹姆斯三世之子，1488年至1513年在位。
詹姆斯在其父战死于斯特灵城下之后即位，由于杀死其父的反叛贵族们起兵的目的之一就是让其继位，因此他认为自己应对父亲的死负责，在其余生，他用苦行懺悔，他一直在腰间紧束赎罪铁腰带。1489年，他平定了贵族叛乱，1493年，他又征服了群岛贵族，将苏格兰再次统一。
詹姆斯的统治正值文艺复兴时期，他对于科学研究和文化传播十分热心，据信他本人能说十门语言，其中包括苏格兰盖尔语，他是最后一个能说这门语言的苏格兰君主。他在爱丁堡建立了枪械研究所，又创建了苏格兰皇家海军，千吨战舰迈克尔号一度是欧洲第一巨舰。
詹姆斯支持英格兰王位觊觎者珀金·沃贝克，并试图进军英格兰为其夺回王位，但是招致了英格兰国王亨利七世的报复。两国最终于1502年议和并联姻。1503年，詹姆斯迎娶了英格兰公主玛格丽特·都铎，这为其曾孙詹姆斯六世获得英格兰王位打下了基础。
1513年，英格兰和法国开战，蘇格蘭與法国、英格兰都是盟友，最後詹姆斯选择攻擊英格兰，他希望能乘亨利征战法国的机会打败英格兰，6月他被羅馬教廷教皇利奥十世处以绝罚，9月9日于弗罗敦原野战役中阵亡，苏格兰也因此战败北而退出了康布雷同盟战争。其遺體被带回伦敦展示，有传言说他并未战死，而是流亡国外，但是没有实际证据可以证明。

## 家庭
1503年和英格兰公主玛格丽特·都铎结婚，有6个孩子
- 长子詹姆斯，1歲時夭折
- 未命名的女儿，出生當日夭折
- 次子亚瑟，10個月時夭折
- 三子苏格兰国王，詹姆斯五世
- 未命名的女儿，出生後不久夭折
- 四子亚历山大，罗斯公爵，出生19個月後夭折

| 詹姆斯四世 斯圖亞特王朝出生于：1473年3月11日逝世於：1513年9月9日 | 詹姆斯四世 斯圖亞特王朝出生于：1473年3月11日逝世於：1513年9月9日 | 詹姆斯四世 斯圖亞特王朝出生于：1473年3月11日逝世於：1513年9月9日 |
| 統治者頭銜                                                       | 統治者頭銜                                                       | 統治者頭銜                                                       |
| ---------------------------------------------------------------- | ---------------------------------------------------------------- | ---------------------------------------------------------------- |
| 前任： 詹姆斯三世                                                | 蘇格蘭國王 1488年－1513年                                        | 繼任： 詹姆斯五世                                                |